# Comuna Kiustendil, Kiustendil
Kiustendil (în bulgară Кюстендил) este o comună în regiunea Kiustendil, Bulgaria, formată din orașul Kiustendil și 71 de sate. 

## Localități componente

### Orașe
- Kiustendil

### Sate
| - Bagrenți - Bersin - Blateț - Bobeșino - Bogoslov - Bunovo - Ciudinți - Dojdevița - Dolna Graștița - Dolno Selo - Dolno Uino - Dragoviștița - Dvoriște - Ghircevți - Ghiueșevo - Goranovți - Gorna Brestnița - Gorna Graștița - Gorno Uino - Gramajdano - Granița - Gurbanovți - Gărbino - Gărleano | - Ivanovți - Jabokrăt - Jeravino - Jilenți - Kamenicika Skakavița - Katriște - Koneavo - Kopilovți - Kopriva - Kutugherți - Kărșalevo - Lelinți - Leska - Liseț - Lomnița - Lozno - Mazaracevo - Nikolicevți - Novi Ciflik - Piperkov Ciflik - Poletinți - Polska Skakavița - Prekolnița | - Radlovți - Rajdavița - Ranenți - Rejinți - Răsovo - Sajdenik - Savoiski - Skrineano - Slokoștița - Sovoleano - Stensko - Tavalicevo - Tărnovlag - Tărsino - Vrața - Iabălkovo - Novo Selo - Șipoceano - Șișkovți - Țerovița - Țreșnovo - Țărvena Iabălka - Țărvendol - Țărveneano |

## Demografie
Componența etnică a comunei Kiustendil
     Romi (8,58%)
     Bulgari (86,51%)
     Nicio identificare (4,55%)
     Altele (0,86%)
La recensământul din 2011, populația comunei Kiustendil era de 60.681 locuitori. Din punct de vedere etnic, majoritatea locuitorilor (86,51%) erau bulgari, cu o minoritate de romi (8,58%). Pentru 4,55% din locuitori nu este cunoscută apartenența etnică.